# ラックス・ペア
ラックス・ペア （英: Lax pair）は、数学の可積分系の理論における用語であり、ある微分方程式 (時刻発展型偏微分方程式) がラックス方程式を用いて書き換え可能な場合に、その中で使われる時刻に依存する作用素の対を指す。このような場合、元の微分方程式は、そのラックス・ペアを持つと表現される。これらはアメリカ合衆国の数学者であるピーター・ラックスによって連続媒体中の解を論ずるために導入された。時刻発展型偏微分方程式をラックス方程式で書き換えることにより、逆散乱法を用いて微分方程式の解を求めることができるようになる。この方法により、従来の方法では解くことができなかった多数の非線形時刻発展型偏微分方程式の厳密解が得られており、それらは、ほとんどの場合ソリトン解を持つことが知られている。

## 定義
1組のラックス・ペア L(t) 、A(t) は、あるヒルベルト空間 {\displaystyle \mathbb {H} }に作用する、時刻 t に依存する作用素で、次のラックス方程式を満たすものである。
{\displaystyle {\frac {\partial L(t)}{\partial t}}=[A(t),L(t)]\ }
ここで {\displaystyle [A,L]=AL-LA} は 交換子である。
ラックス方程式を微分方程式の解法に用いる場合、{\displaystyle \mathbb {H} } は通常は関数空間である。以後その空間方向の独立変数を x で表すことにする。 x は1次元の場合も、もっと多次元の場合も有り得る。{\displaystyle \mathbb {I} } を時刻t の定義域とする場合、{\displaystyle \mathbb {I} } から {\displaystyle \mathbb {H} } への写像を考えて、それを {\displaystyle \psi (t)} などと表すことにする。個々のt ごとに{\displaystyle \psi (t)} は{\displaystyle \mathbb {H} } の元であり、変数x の関数でもある。このため {\displaystyle \psi } をt、x の関数と考えて {\displaystyle \psi (t,x)} と表すことも有り得ることにする。
L(t) 、A(t) も、実際には x の関数でもあるので、同様に L(t,x) 、A(t,x) と表すことも、あるいは t も x も省略して L 、A と表すことも有り得ることにする。ラックス方程式の左辺で偏微分記号を用いているのは、時刻による微分であることをはっきりさせるためである。
また、 L と A は決定すべき未知関数 u(t,x) を内部に含み、u がある微分方程式を満たすことが、ラックス方程式が成立する条件となる。この場合、u についてのその微分方程式がラックス方程式で書き換えられたと呼ぶのである。
左辺の時刻微分について注意しておく。これは作用素の時刻微分であり、次のように定義される。
{\displaystyle {\frac {\partial L(t)}{\partial t}}=\lim _{h\to 0}{\frac {L(t+h)-L(t)}{h}}}
u が x のみの関数であれば、時刻と共に変動しないので、当然その時刻微分は 0 である。これと同様に、{\displaystyle {\frac {\partial }{\partial x}}} あるいは {\displaystyle {\frac {\partial ^{n}}{\partial x^{n}}}} は時刻と共に変動しない作用素であり、その時刻微分は 0 である。
L(t) 、A(t) は、{\displaystyle \mathbb {H} } のスカラー体の上の任意の時刻関数 (これを{\displaystyle \lambda (t)} とする) と交換する。つまり、
{\displaystyle [A(t),\lambda (t)]=[L(t),\lambda (t)]=0\ }
である。これは L(t) 、A(t) が時刻微分作用素 {\displaystyle {\frac {\partial }{\partial t}}} をその内部に含んでいないことを意味する (これが、L(t) 、A(t) は {\displaystyle \mathbb {H} } に作用するという表現の暗黙的な意味である。 {\displaystyle {\frac {\partial }{\partial t}}} は {\displaystyle \mathbb {H} } への作用素ではなく、 {\displaystyle \mathbb {I} \times \mathbb {H} } への作用素である)。 
ラックス方程式の形式は不変のままで L 、A の形式を変えることにより、未知関数 u が満たすべき微分方程式を様々な形式に変化させることができる。下記の例のように、ラックス方程式から導かれる微分方程式は大抵の場合、非線形偏微分方程式となる。

## 例
次の微分方程式をKdV方程式 (Korteweg–de Vries equation) と呼ぶ。この方程式は、その数値解析において初めてソリトン解が発見されたことで有名である。KdV方程式を例に、時刻発展型偏微分方程式がラックス方程式で書き換え可能であるとはどういう意味かをもう少し具体的に説明する。
{\displaystyle {\frac {\partial u}{\partial t}}=6u{\frac {\partial u}{\partial x}}-{\frac {\partial ^{3}u}{\partial x^{3}}}}
ここで、解 u は 時刻 t および空間方向について1次元の独立変数x の関数である (つまり{\displaystyle u=u(t,x)} )。
実は、ラックス・ペアを次のように取ると、ラックス方程式からKdV方程式が導かれる。
{\displaystyle L=-\partial _{x}^{2}+u}
{\displaystyle A=-4\partial _{x}^{3}+3u\partial _{x}+3\partial _{x}u=-4\partial _{x}^{3}+6u\partial _{x}+3u_{x}}
ここで、作用素 {\displaystyle \partial _{t}} および {\displaystyle \partial _{x}} はそれぞれ、{\displaystyle {\frac {\partial }{\partial t}}}、{\displaystyle {\frac {\partial }{\partial x}}} を表すものとする。
この場合のL は スツルム＝リウヴィル型作用素と呼ばれる形式になっているが、これは量子力学におけるシュレーディンガー方程式のハミルトニアンと同じ形をしていることを注意しておく (実はこの類似性から、量子力学で用いられていた逆散乱法の応用による解法が可能となったのである)。
また、記号上の注意であるが、上の式では、L、A を構成する各作用素は、「作用対象に右側のものから順に作用する」という規則に従う。例えば、上の式の中にある u は、作用対象である{\displaystyle \mathbb {H} } の任意の元を {\displaystyle \psi } とすると、作用の結果 {\displaystyle u\psi } を生成する作用素である。ここまでは当然のように思えるが、{\displaystyle \partial _{x}u} という作用素を考えると、直観とはやや異なった結果になる。この規則の下に{\displaystyle \partial _{x}u} を {\displaystyle \psi } に実際に作用させてみると、結果は次のようになる。
{\displaystyle \partial _{x}u\psi =\partial _{x}(u\psi )=(\partial _{x}u)\psi +u(\partial _{x}\psi )}
{\displaystyle \psi } を用いずに作用素間のみの関係として見れば、
{\displaystyle \partial _{x}u=u\partial _{x}+u_{x}}
である。以降、上式で用いたように、u の x または t についての偏微分(偏導関数)を表すには、u に {\displaystyle u_{t},u_{x},u_{xx}\ } などのように偏微分した変数を添えることにする。
上式の表現によれば {\displaystyle \partial _{x}^{2}u}、{\displaystyle \partial _{x}^{3}u} については次のようになる。
{\displaystyle \partial _{x}^{2}u=u\partial _{x}^{2}+2u_{x}\partial _{x}+u_{xx}}
{\displaystyle \partial _{x}^{3}u=u\partial _{x}^{3}+3u_{x}\partial _{x}^{2}+3u_{xx}\partial _{x}+u_{xxx}}
以上の関係を交換子を用いて表すと次のようになる。
{\displaystyle [\partial _{x},u]=u_{x}}
{\displaystyle [\partial _{x}^{2},u]=2u_{x}\partial _{x}+u_{xx}}
{\displaystyle [\partial _{x}^{3},u]=3u_{x}\partial _{x}^{2}+3u_{xx}\partial _{x}+u_{xxx}}
以上で準備ができたので、実際にラックス方程式 {\displaystyle {\frac {\partial L}{\partial t}}=[A,L]} からKdV方程式を導いてみる。ラックス方程式 の左辺が {\displaystyle u_{t}\ } となることはすぐ分かる。 [A,L] の計算は以下の通りである。
{\displaystyle [A,L]=[-4\partial _{x}^{3}+6u\partial _{x}+3u_{x},-\partial _{x}^{2}+u]\ }
{\displaystyle =[-4\partial _{x}^{3},u]+[6u\partial _{x},-\partial _{x}^{2}]+[6u\partial _{x},u]+[3u_{x},-\partial _{x}^{2}]\ }
{\displaystyle =-4(3u_{x}\partial _{x}^{2}+3u_{xx}\partial _{x}+u_{xxx})+6(2u_{x}\partial _{x}+u_{xx})\partial _{x}+6uu_{x}+3(2u_{xx}\partial _{x}+u_{xxx})\ }
{\displaystyle =-12u_{x}\partial _{x}^{2}-12u_{xx}\partial _{x}-4u_{xxx}+12u_{x}\partial _{x}^{2}+6u_{xx}\partial _{x}+6uu_{x}+6u_{xx}\partial _{x}+3u_{xxx}\ }
{\displaystyle =6uu_{x}-u_{xxx}\ }
従って、
{\displaystyle u_{t}=6uu_{x}-u_{xxx}\ }
となって、確かに KdV 方程式と一致する。上のラックス方程式においては {\displaystyle \partial _{x}}、 {\displaystyle \partial _{t}} を最も右側に持つ項はお互いに打ち消しあって最終的には式に現れない。このような場合 L と A は準可換 (semicommutative) であると呼ぶ。

## 等スペクトル性
{\displaystyle \lambda (t)}、{\displaystyle \psi (t)} をそれぞれ時刻 t における L(t) の1つの固有値、およびその固有値を持つ固有ベクトルの1つとすれば {\displaystyle L(t)\psi (t)=\lambda (t)\psi (t)} である。少々天下り的ではあるが、この {\displaystyle \lambda (t)} が時刻と共に変動しない条件を考えてみる。まずこの式の両辺を時刻 t で偏微分すれば、
{\displaystyle {\frac {\partial L}{\partial t}}\psi +L{\frac {\partial \psi }{\partial t}}={\frac {\partial \lambda }{\partial t}}\psi +\lambda {\frac {\partial \psi }{\partial t}}}
である。{\displaystyle {\frac {\partial L}{\partial t}}} をラックス方程式を用いて書き換え、さらに {\displaystyle {\frac {\partial \lambda }{\partial t}}=0} とすれば、
{\displaystyle (AL-LA)\psi +L{\frac {\partial \psi }{\partial t}}-\lambda {\frac {\partial \psi }{\partial t}}=0}
λ(t) と A(t) が交換可能なことを利用して、さらに整理すれば、
{\displaystyle (L-\lambda )(A-{\frac {\partial }{\partial t}})\psi =0}
従って、
{\displaystyle {\frac {\partial \psi }{\partial t}}=A\psi }
であれば、{\displaystyle \lambda (t)} は時刻と共に変動しないことが分かる (ただしこれは十分条件であって必要条件ではないことを注意しておく)。 このような場合、行列 (または作用素) である L(t) は t の変動に関して等スペクトル的であると表現される。
一方、ラックス方程式は、実は量子力学におけるハイゼンベルクの運動方程式の特別な場合(観測可能量を表す作用素が時刻t を陽に含まない場合) と全く同じ形式をしている。ハイゼンベルク方程式においては、 系のハミルトニアンを H(t) とすると、A(t) に相当するのは、{\displaystyle -{\frac {i}{\hbar }}H(t)} である。また位置や運動量についてのハイゼンベルク形式の観測可能量(オブザーバブル)が L(t) に相当する。ハイゼンベルク方程式との類推から、ラックス方程式の解は、
{\displaystyle L(t)=U(t,t_{0})L(t_{0})U(t,t_{0})^{-1}\ }
と表される。ここで t、{\displaystyle t_{0}} は任意の時刻を表し、{\displaystyle U(t,t_{0})} は次の方程式の解であり、時間推進作用素(time evolution operator)と呼ばれる。
{\displaystyle {\frac {\partial }{\partial t}}U(t,t_{0})=A(t)U(t,t_{0}),\qquad U(t_{0},t_{0})=I}
I は単位行列を表す。このような{\displaystyle U(t,t_{0})} は常に存在することが証明でき、特に任意の時刻 {\displaystyle t_{1}}、{\displaystyle t_{2}} で、{\displaystyle A(t_{1})} と {\displaystyle A(t_{2})} が可換であれば、
{\displaystyle U(t,t_{0})=e^{\int _{t_{0}}^{t}A(\tau )d\tau }}
である。また {\displaystyle t_{1}} を任意の時刻として、
{\displaystyle U(t,t_{1})U(t_{1},t_{0})=U(t,t_{0})\ }
という関係が常に成り立つ。従って、
{\displaystyle U(t,t_{0})^{-1}=U(t_{0},t)\ }
である。なお、もし A(t) が歪エルミートであれば、{\displaystyle U(t,t_{0})} はユニタリとなることを注意しておく。
さて、 {\displaystyle U(t,t_{0})} を用いれば、{\displaystyle \psi (t)} は、
{\displaystyle \psi (t)=U(t,t_{0})\psi (t_{0})\ }
と表現される。実際これに L(t) を作用させれば、
{\displaystyle L(t)\psi (t)=U(t,t_{0})L(t_{0})U(t,t_{0})^{-1}U(t,t_{0})\psi (t_{0})\ }
{\displaystyle =U(t,t_{0})L(t_{0})\psi (t_{0})=U(t,t_{0})\lambda (t_{0})\psi (t_{0})\ }
{\displaystyle =\lambda (t_{0})\psi (t)\ }
となって、確かに L(t) の固有値 {\displaystyle \lambda } は時刻と共に変動しないことが分かる。
以上をまとめると、あるラックス・ペアにおいて、時刻 {\displaystyle t_{0}} で {\displaystyle L(t_{0})} 、{\displaystyle A(t_{0})} についての初期条件が与えられ、その時刻における固有値問題 {\displaystyle L(t_{0})\psi (t_{0})=\lambda (t_{0})\psi (t_{0})} の解が得られれば、任意の時刻 t における固有値問題 {\displaystyle L(t)\psi (t)=\lambda (t)\psi (t)} の解は、次の式で与えられるということである。
{\displaystyle \lambda (t)=\lambda (t_{0})\ } (固有値またはスペクトルは不変)
{\displaystyle \psi (t)=U(t,t_{0})\psi (t_{0})\ }

### 逆散乱法とのリンク
上記の性質は逆散乱法のための基礎となる。この方法においては、時刻 {\displaystyle t_{0}} で {\displaystyle u(t_{0},x)} は初期条件として与えられており、 {\displaystyle u(t_{0},x)} は {\displaystyle |x|\to \infty } で {\displaystyle |u(t_{0},x)|\to 0} を満たすものと仮定する (以降、{\displaystyle |u(t_{0},x)|} が十分小さい x についての領域を散乱領域と呼ぶことにする)。
この方法は、次のような概略にて進められる：
1. {\displaystyle L(t_{0})} のスペクトルを計算し、 {\displaystyle \lambda } と {\displaystyle \psi (t_{0},x)} を得る。
2. 散乱領域においては{\displaystyle A} は既知と見なせるので、初期条件 {\displaystyle \psi (t_{0},x)} の下で、 {\displaystyle \psi } を {\displaystyle \psi (t)=U(t,t_{0})\psi (t_{0})} を用いて時間発展させる。
3. 散乱領域における {\displaystyle \psi (t)} が分かったので、これから {\displaystyle u(t,x)} を逆散乱法で計算する。

## ラックス・ペアを持つ方程式
KdV方程式以外にラックス方程式を用いて書き換え可能な方程式には次のようなものがある。これらはほとんどソリトン解を持っている。
- ベンジャミン＝小野方程式（英語版）
- 1次元、3次の 非線形シュレディンガー方程式
- デイヴィー＝ステュワートソン方程式（英語版）
- KP方程式
- 接ラックス・ペア可積分系 (Integrable systems with contact Lax pairs[1])
- KdV階層（英語版）
- 変形KdV方程式
- サイン＝ゴルドン方程式（英語版）
- 戸田格子（英語版）